# أفضل هداف دولي في العالم 2008
أحرز اللاعب البرازيلي دياس دا سيلفا لقب هداف العالم لعام 2008 برصيد 19 هدفا بحسب ما أعلن الاتحاد الدولي لتاريخ وإحصائيات كرة القدم.
وسجل سيلفا جميع أهدافة مع نادي المحرق في منافسة ( كأس الاتحاد الآسيوي ) ، وجاءت القائمة لابراز الهدافين خلال العام، كما هو موضح في الجدول التالي.
| التصنيف | لاعب            | البلد     | الإجمالي | أهدافه في المنتخب | أهدافه في الاندية | النادي      |
| ------- | --------------- | --------- | -------- | ----------------- | ----------------- | ----------- |
| 1       | دياس دا سيلفا   | البرازيل  | 19       | 0                 | 19                | المحرق      |
| 2       | أحمد عجب        | الكويت    | 15       | 12                | 3                 | القادسية    |
| 3       | ميروسلاف كلوزه  | ألمانيا   | 15       | 8                 | 7                 | بايرن ميونخ |
| 4       | لوتون شيلتون    | جامايكا   | 14       | 14                | 0                 | فاليرينغا   |
| 5       | صامويل ايتو     | الكاميرون | 14       | 11                | 3                 | برشلونة     |
| 6       | ديفيد فيا       | إسبانيا   | 13       | 12                | 1                 | فالنسيا     |
| 7       | ألكساندر جوريتش | سنغافورة  | 13       | 5                 | 8                 | واريورز     |
| 8       | سيباستيان أبريو | أوروغواي  | 13       | 3                 | 10                | ريفر بليت   |
| 9       | إسماعيل بانغورا | غينيا     | 12       | 8                 | 4                 | دينامو كييف |
| 10      | فلافيو أمادو    | أنغولا    | 12       | 6                 | 6                 | الأهلي      |

## مواضيع ذات صلة
- أفضل هدّاف العالم
- كرة قدم
- رياضة

## وصلات خارجية
- الموقع الرسمــي